# أنجيلو مارتينز
أنجيلو غاسبار مارتينز (19 أبريل 1930 - 11 أكتوبر 2020)، المعروف باسم أنجيلو، هو لاعب كرة القدم برتغالي لعب كمدافع لبنفيكا والمنتخب البرتغالي . 

## روابط خارجية
- أنجيلو مارتينز على موقع الاتحاد الدولي (مؤرشف)  (الإنجليزية)
- أنجيلو مارتينز على موقع الاتحاد الأوربي (الإنجليزية)
- أنجيلو مارتينز على موقع قاعدة بيانات كرة القدم.إي يو (الإنجليزية)
- أنجيلو مارتينز على موقع ناشيونال فوتبول تيمز (الإنجليزية)
- أنجيلو مارتينز على موقع Soccerway.com (الإنجليزية)
- أنجيلو مارتينز  على سكروي
- أنجيلو مارتينز على فرق كرة القدم الوطنية.كوم